# Liste des sites Ramsar en Roumanie
Cet article recense les zones humides de Roumanie concernées par la convention de Ramsar.

## Statistiques
La convention de Ramsar est entrée en vigueur en Roumanie le 21 septembre 1991.
En janvier 2020, le pays compte 20 sites Ramsar, couvrant une superficie de 11 777,48 km2.

## Liste
| Site                                   | Județ                            | Notes | Date                           | Superficie (km²) | Altitude (m) | Identifiant Ramsar | Identifiant WDPA | Coordonnées                       | Photo |
| -------------------------------------- | -------------------------------- | ----- | ------------------------------ | ---------------- | ------------ | ------------------ | ---------------- | --------------------------------- | ----- |
| Delta du Danube                        | Tulcea                           |       | 21 mai 1991                    | 6 470,00         |              | 521                | 68147            | 45° 10′ 01″ nord, 29° 15′ 00″ est |       |
| Balta Mică a Brăilei                   | Brăila                           |       | 15 juin 2001                   | 175,86           | 1 - 8        | 1074               | 900611           | 44° 58′ 01″ nord, 27° 55′ 01″ est |       |
| Complexe piscicole de Dumbrăvița (ro)  | Brașov                           |       | 19 janvier 2006 étendu en 2021 | 22,82            | 499 - 541    | 1605               | 902860           | 45° 46′ 01″ nord, 25° 28′ 59″ est |       |
| Lunca Mureșului                        | Arad, Timiș                      |       | 19 janvier 2006                | 171,66           | 82 - 110     | 1606               | 902861           | 46° 13′ 01″ nord, 21° 09′ 00″ est |       |
| Lac Techirghiol                        | Constanța                        |       | 23 mars 2006                   | 14,62            | 5 - 30       | 1610               | 902868           | 44° 03′ 00″ nord, 28° 37′ 59″ est |       |
| Parc naturel des Portes de Fer         | Caraș-Severin, Mehedinți         |       | 5 mars 2009                    | 1 156,66         | 35 - 968     | 1946               | 555542718        | 44° 40′ 59″ nord, 21° 55′ 59″ est |       |
| Tourbières de Poiana Stampei           | Suceava                          |       | 5 mars 2009                    | 6,40             | 900 - 1 020  | 2003               | 555543061        | 47° 17′ 28″ nord, 25° 05′ 56″ est |       |
| Parc naturel Comana                    | Giurgiu                          |       | 5 mars 2009                    | 249,63           | 45 - 90      | 2004               | 555543060        | 44° 09′ nord, 26° 09′ est         |       |
| Bistreț (ro)                           | Dolj                             |       | 13 juin 2012                   | 274,82           | 9 - 44       | 2063               | 555555589        | 43° 52′ 34″ nord, 23° 34′ 41″ est |       |
| Lac Călărași (ro)                      | Călărași                         |       | 13 juin 2012                   | 50,01            | 0 - 25       | 2064               | 555555590        | 44° 11′ 24″ nord, 27° 16′ 26″ est |       |
| Confluent Olt - Danube (ro)            | Olt, Teleorman                   |       | 13 juin 2012                   | 466,23           | 3 - 53       | 2065               | 555555591        | 43° 45′ 43″ nord, 24° 43′ 52″ est |       |
| Suhaia (ro)                            | Teleorman                        |       | 13 juin 2012                   | 195,94           | 2 - 40       | 2066               | 555555592        | 43° 44′ 17″ nord, 25° 11′ 35″ est |       |
| Blahnița (ro)                          | Dolj                             |       | 21 janvier 2013                | 452,86           | 15 - 302     | 2110               | 555558425        | 44° 25′ 30″ nord, 22° 38′ 17″ est |       |
| Bras de Borcea (ro)                    | Călărași                         |       | 21 janvier 2013                | 215,29           | 0 - 64       | 2111               | 555558431        | 44° 17′ 13″ nord, 27° 40′ 05″ est |       |
| Calafat - Ciuperceni - Danube (ro)     | Dolj                             |       | 21 janvier 2013                | 292,06           | 2 - 54       | 2112               | 555558426        | 43° 50′ 46″ nord, 22° 57′ 11″ est |       |
| Canaralele de la Hârșova (ro)          | Ialomița, Constanța              |       | 21 janvier 2013                | 74,06            | 0 - 83       | 2113               | 555558427        | 44° 40′ 37″ nord, 27° 55′ 26″ est |       |
| Îles du Danube - Bugeac - Iortmac (ro) | Călărași, Constanța              |       | 21 janvier 2013                | 828,32           | 0 - 133      | 2114               | 555558428        | 44° 13′ 34″ nord, 27° 45′ 47″ est |       |
| Confluent Jiu-Danube (ro)              | Dolj                             |       | 21 janvier 2013                | 198,00           | 6 - 162      | 2115               | 555558429        | 43° 59′ 38″ nord, 23° 53′ 49″ est |       |
| Vieux Danube - Bras de Măcin (ro)      | Brăila, Tulcea, Constanța        |       | 21 janvier 2013                | 267,92           | 0 - 198      | 2116               | 555558430        | 44° 59′ 02″ nord, 28° 09′ 14″ est |       |
| Zone humide de la Jijia - Iasi         | région de développement Nord-Est |       | 13 février 2020                | 194,325          |              | 2422               |                  | 47° 22′ 39″ nord, 27° 21′ 56″ est |       |